# Пикколомини, Алессандро
Алессандро Пикколомини (итал. Alessandro Piccolomini) (13 июня 1508 — 12 марта 1579) — итальянский писатель (драматург, поэт), переводчик, гуманист, философ

 и астроном, принадлежавший к сиенскому роду Пикколомини.

## Биография
Родился 13 июня 1508 года в Сиене. Принадлежал к знатному и влиятельному сиенскому роду Пикколомини, из которого вышли, два папы — Пий II и Пий III. Алессандро также выбрал клерикальную карьеру.
В 1539 году перебрался в Падую, где в тамошнем университете читал этику. Здесь он заинтересовался естественно-научными вопросами и издал в 1540 году трактат «О мировой сфере и неподвижных звёздах» (De la sfera del mondo e delle stelle fisse), где дал описание вселенной и её законов в свете тогдашних научных представлений, то есть птолемеевской точки зрения на устройство мира. Трактат состоит из шести книг посвященных различным вопросам: от евклидовой геометрии и сферических построений до строения птолемеевских сфер и географических описаний климатических зон Земли. Пикколомини впервые использовал буквенную — латинскую — нотацию для обозначения звезд созвездий. Через 50 лет Байер реализовал её более последовательно, использовав греческий алфавит.
В 1546—1558 годах жил в Риме. В 1574 году возведён в сан архиепископа Патрасского, но остался в Сиене как помощник архиепископа Франческо Бандини Пикколомини. Скончался в Сиене 12 марта 1578 года.
Известность получил, став членом театральной «академии Оглушенных» (Accademia degli Intronati) Сиены под псевдонимом «Ошеломлённый» (di Stordito) и принимая участие в её деятельности. Переводил на вольгате («народную латынь») произведения античных классиков: «Метаморфозы» Овидия, «Энеиды» Вергилия. Его произведения заняли определённое место в литературе XVI века.

## Произведения
- 1536 «Постоянство в любви»(L’amor costante), комедия
- 1540 «О мировой сфере и неподвижных звёздах» (De la sfera del mondo e delle stelle fisse), трактат
- 1543—1544 «Александр», комедия
- 1572 «Замечания на Поэтику Аристотеля»
- «Обращение Киприана», трагедия

Кроме этого сборники сонетов, несколько диалогов и галантно-правоописательных трактатов, комментариев к Лукрецию и к «Поэтике» Аристотеля, астрономических компендиумов.

## Комментарии
- Комедия «Постоянство в любви» (L’amor costante) поставлена силами Академии «Оглушенных» в 1536 году по случаю посещения Сиены императором Карлом V. Император присутствовал на представлении. Впервые издана в 1540 году. В России издана в сборнике «Итальянская комедия возрождения», в 1999 году издательством «Художественная литература» Москва, в переводе Г. Киселева.
- У архиепископа Франческо Бандини Пикколомини, также бывшего членом театральной «академии Оглушенных» (Accademia degli Intronat) был псевдоним Io Scaltrito (я проницательный).

## Память
В 1935 г. Международный астрономический союз присвоил имя Алессандро Пикколомини кратеру на видимой стороне Луны.